# Springport (Nowy Jork)
Springport – miasto w Stanach Zjednoczonych, w stanie Nowy Jork, w hrabstwie Cayuga.